# Bobone (månekrater)
Bobone er et gammelt og stærkt nedslidt nedslagskrater på Månen. Det befinder sig på Månens bagside og er opkaldt efter den argentinske astronom Jorge Bobone (1901 – 1958).
Navnet blev officielt tildelt af den Internationale Astronomiske Union (IAU) i 1970. 
Krateret observeredes første gang i 1965 af den sovjetiske rumsonde Zond 3.

## Omgivelser
Bobonekrateret er forbundet med den sydvestlige rand af det store satellitkrater "Kovalevskaya Q", hvis nordøstlige rand er dækket af Kovalevskayakrateret. Mod vest-sydvest ligger Bronkkrateret. 

## Karakteristika
Der er kun lidt tilbage af det oprindelige krater, så der kun ses en skålformet sænkning i overfladen, arret af småkratere.

## Måneatlas
- Billeder af Bobonekrateret i LPI-måneatlasset